# Братья Спириги
Братья-близнецы Питер Спириг (англ. Peter Spierig) и Майкл Спириг (англ. Michael Spierig; родились 29 апреля 1976, Буххольц, Нижняя Саксония, ФРГ) — австралийские кинорежиссёры, сценаристы и кинопродюсеры. Они вместе пишут сценарии своих фильмов и активно участвуют в редактировании звуковых и визуальных эффектов всех своих работ.
Питер и Майкл дебютировали как режиссёры в 2003 году фильмом «Восставшие из мёртвых». За свой второй фильм «Воины света» (2010) они получили приз Австралийского киноинститута за лучшие визуальные эффекты. Фильм 2014 года, «Патруль времени», основанный на фантастическом Роберта А. Хайнлайна рассказе «Все вы зомби», был показан на South by Southwest в марте 2014 года.

## Биография
Питер и Майкл родились 29 апреля 1976 года в городе Бухгольц (Германия) в семье Джона и Марианны Спириг. Близнецам было четыре года, когда их родители переехали в австралийский Сидней, где они и провели своё детство. В конце 1980-х семья перебралась в Брисбен, где Питер и Майкл закончили школу и университет. Степень бакалавра близнецы получили Квинслендского колледжа искусств (Брисбен), где Майкл изучал графический дизайн, Питер — кино и телевидение.
Ещё будучи детьми, в возрасте 10 лет, Питер и Майкл увлеклись съёмками кино, обнаружив видеокамеру своего отца. В возрасте 12 лет они сняли свой первый короткометражный фильм, который в основном состоял из взрывающих плюшевых медведей и фейерверков в их дворе.
Учась в школе, а затем в колледже близнецы продолжали снимать короткометражные фильмы, многие из которых были представлены на местных кинофестивалях. В общей сложности, в детстве и юности, близнецы заработали более 15 различных наград за свои короткометражные фильмы. В конечном итоге братья привлекли внимание квинслендского режиссёра Дика Маркс, который впоследствии нанял братьев для съёмок телевизионной рекламы. Питер и Майкл совместно сняли более шестидесяти телевизионных рекламных роликов, в том числе для Coca-Cola, Universal Studios, Myer, Lendlease Group, Energex, Телстра и других крупных компания.
Работая в рекламной индустрии, Питер и Майкл продолжал снимать короткометражные фильмы. Их последный короткометражный фильм The Big Picture попал в кинопрокат и завоевал награды нескольких национальных и международных кинофестивалей, включая Международный кинофестиваль в Роттердаме. После более пятнадцати короткометражных фильмов и десятков рекламных роликов, братья Спириг наконец, решились снять полнометражный фильм в начале 2000 года.
Первой полнометражной работой Питера и Майкла стала малобюджетная зомби-хоррор-комедия «Восставшие из мёртвых» (другое название — «Нежить»), которую они снимали на собственные сбережения. «Нежить» демонстрировалась на 17 кинофестивалях, в том числе в Эдинбурге, Монреале, Торонто, Ситжес, Берлин, Амстердам и Пусане, а также в Мельбурне, на котором фильм «Нежить» был награждён ФИПРЕССИ. Фильм был продан в 41 страну, и был выпущен в США и Канаде компанией Lionsgate, у которой сложились близкие отношения с Питером и Майклом, в частности, известный кинодистрибьютор поддержал их второй фильм. В кинопрокате картина собрала почти $190 тыс.
Во втором полнометражном фильме братьев Спириг «Воины света» снялись такие известные актёры, как Итан Хоук, Уиллем Дефо, Сэм Нилл, Клаудия Кэрван, Винс Колозимо, Майкл Дорман и Изабель Лукас. Фильм был выпущен в прокат в США 8 января 2010 года и заработал в мировом прокате $51,4 млн при производственном бюджете около $20 млн.
Третий фильм братьев Спириг, фантастический боевик Патруль времени, был снят по фантастическому рассказу Роберта А. Хайнлайна «Все вы зомби». В фильме снимались Итан Хоук, Сара Снук и Ноа Тейлор. После его премьеры на SXSW 8 марта 2014 года фильм получил много положительных отзывов, в том числе Variety, The Guardian и IGN Movies. В прокат фильм был выпущен 9 января 2015 года, собрав в США менее $70 000, а в иностранном прокате около $4,8 млн.
Братья Спириг выступили режиссёрами фильма «Пила 8», выпущенного 27 октября 2017 года. Фильм получил смешанные отзывы кинокритиков, но оказался удачен в коммерческом отношении, заработав в общей сложности более $100 млн при бюджете в $10 млн.
Следующей работой братьев стал фильм ужасов «Винчестер. Дом, который построили призраки» про ставший легендой таинственный дом Винчестеров, Картина вышла в прокат 2 февраля 2018, заработав в США и других странах более $34 млн..

## Фильмография
| Год  | Фильм                                        | Обязанности | Обязанности | Обязанности | Обязанности                                  | Студия        |
| Год  | Фильм                                        | Режиссёры   | Продюсеры   | Сценаристы  | Другое                                       | Студия        |
| ---- | -------------------------------------------- | ----------- | ----------- | ----------- | -------------------------------------------- | ------------- |
| 2000 | The Big Picture                              | Да          | Да          | Да          | —                                            |               |
| 2003 | «Восставшие из мёртвых»                      | Да          | Да          | Да          | Редакторы визуальные эффекты звуковой дизайн | Lionsgate     |
| 2009 | «Воины света»                                | Да          | Нет         | Да          | Визуальные эффекты                           | Lionsgate     |
| 2014 | «Патруль времени»                            | Да          | Да          | Да          | Визуальные эффекты музыка (Питер Спириг)     | Stage 6 Films |
| 2017 | Пила 8                                       | Да          | Нет         | Нет         | Нет                                          | Lionsgate     |
| 2018 | «Винчестер. Дом, который построили призраки» | Да          | Нет         | Да          | Музыка (Питер Спириг)                        | Lionsgate     |

## Награды и номинации
| Год  | Фильм                   | Награда |
| ---- | ----------------------- | --- |
| 2003 | «Восставшие из мёртвых» | Приз ФИПРЕССИ |
| 2010 | «Воины света»           | Приз Австралийского киноинститута за лучшие визуальные эффекты |
| 2013 | «Патруль времени»       | Специальный приз кинофестиваля «Затемно» в Торонто за лучший научно-фантастический фильм Специальный приз кинофестиваля «Затемно» в Торонто за лучший сценарий Приз зрительских симпатий (2-е место) кинофестиваля «Затемно» в Торонто за лучший художественный фильм Номинация на AACTA Awards за лучший фильм Номинация на премию AACTA Award за лучшую режиссуру Номинация на премию AACTA за лучший адаптированный сценарий Номинация на премию AACTA за лучшую оригинальную музыку |